# Liste der denkmalgeschützten Objekte in Pottenstein (Niederösterreich)
Die Liste der denkmalgeschützten Objekte in Pottenstein enthält die 14 denkmalgeschützten, unbeweglichen Objekte der Gemeinde Pottenstein im niederösterreichischen Bezirk Baden.

## Denkmäler
| Foto |                 | Denkmal                                                                                   | Standort                                         | Beschreibung | Metadaten |
| ---- | --------------- | ----------------------------------------------------------------------------------------- | ------------------------------------------------ | --- | --- |
| ja   | Datei hochladen | Karner und ehem. Friedhof HERIS-ID: 65840 Objekt-ID: 78709                                | bei Hainfelder Straße 2 Standort KG: Pottenstein | Der zweigeschoßige Bau des späten 12. Jahrhunderts ist nördlich des gotischen Chorhaupts der Wallfahrtskirche in die Ummauerung des ehemaligen Friedhofs einbezogen. Der Karner selbst hat einen kreisrunden Grundriss und daran anschließend eine überhalbkreisförmige Apsis, beide unter Kegeldächern. Die Tür- und Fensteröffnungen wurden später ausgebrochen. | BDA-Hist.: Q38111815 Status: § 2a Stand der BDA-Liste: 2025-06-30 Name: Karner und ehem. Friedhof GstNr.: 592                                                                                       |
| ja   | Datei hochladen | Kriegerdenkmal HERIS-ID: 65841 Objekt-ID: 78710 marterl.at: 15781                         | bei Hainfelder Straße 2 Standort KG: Pottenstein | Das Kriegerdenkmal ist ein neugotischer Bildstock aus der zweiten Hälfte des 19. Jahrhunderts. | BDA-Hist.: Q38111825 Status: § 2a Stand der BDA-Liste: 2025-06-30 Name: Kriegerdenkmal GstNr.: 751/2 Kriegerdenkmal Pottenstein                                                                     |
| ja   | Datei hochladen | Kath. Pfarrkirche Wallfahrtskirche Maria Trost im Elend HERIS-ID: 56418 Objekt-ID: 65871  | bei Hainfelder Straße 2 Standort KG: Pottenstein | Die Pfarrkirche Pottenstein entstand in mehreren Bauphasen zwischen dem 12. und 19. Jahrhundert. Der älteste erhaltene Teil ist das romanische Untergeschoß des Turms. In der zweiten Hälfte des 14. Jahrhunderts wurde der gotische Chor angebaut und der Turm erhöht, danach die gotischen Seitenaltäre geschaffen. Im späten 17. Jahrhundert wurde Pottenstein zum Wallfahrtsort. 1808 wurde das romanische Kirchenschiff durch einen klassizistischen Neubau ersetzt. | BDA-Hist.: Q2542915 Status: § 2a Stand der BDA-Liste: 2025-06-30 Name: Kath. Pfarrkirche Wallfahrtskirche Maria Trost im Elend GstNr.: 751/2 Wallfahrtskirche Pottenstein (Niederösterreich)        |
| ja   | Datei hochladen | Pfarrhof HERIS-ID: 34800 Objekt-ID: 33197                                                 | Hainfelder Straße 2 Standort KG: Pottenstein     | Stattlicher zweigeschoßiger Bau unter Walmdach; der Mauerkern könnte in das 12. Jahrhundert zurück reichen. | BDA-Hist.: Q37960254 Status: § 2a Stand der BDA-Liste: 2025-06-30 Name: Pfarrhof GstNr.: 592 Pfarrhof Pottenstein                                                                                   |
| ja   | Datei hochladen | Volksschule HERIS-ID: 34797 Objekt-ID: 33194                                              | Hainfelder Straße 24 Standort KG: Pottenstein    | Breit gelagertes, zweigeschoßiges strenghistoristisches Gebäude, 1895 von Carl Hinträger erbaut. | BDA-Hist.: Q37960225 Status: § 2a Stand der BDA-Liste: 2025-06-30 Name: Volksschule GstNr.: 270/1 Volksschule Pottenstein                                                                           |
| ja   | Datei hochladen | Altes Herrenhaus der Baumwollspinnerei HERIS-ID: 34798 Objekt-ID: 33195                   | Hainfelder Straße 41 Standort KG: Pottenstein    | Ursprünglich vierachsiger zweigeschoßiger Mittelrisalit unter Mansarddach aus dem 1. Viertel des 19. Jahrhunderts; über den beiden mittleren Achsen turmartiges Attikageschoß. Die Flügelbauten wurden erst später aufgestockt. | BDA-Hist.: Q37960238 Status: § 2a Stand der BDA-Liste: 2025-06-30 Name: Altes Herrenhaus der Baumwollspinnerei GstNr.: 963/1                                                                        |
| ja   | Datei hochladen | Straßenmeisterei ehem. Baumwollspinnerei HERIS-ID: 50409 Objekt-ID: 55345                 | Hainfelder Straße 49 Standort KG: Pottenstein    | „Alte Tuchfabrik“: 1986–1989 adaptiert und von späteren Zubauten befreit, heute Straßenmeisterei. Große zweigeschoßige achtzehnachsige Halle, 1880 erbaut. Der hohe Fabriksschlot wurde erst 1989 mit ihr verbunden. | BDA-Hist.: Q38040016 Status: § 2a Stand der BDA-Liste: 2025-06-30 Name: Straßenmeisterei ehem. Baumwollspinnerei GstNr.: 720/2 Tuchfabrik Pottenstein                                               |
| ja   | Datei hochladen | Kath. Filialkirche hl. Katharina HERIS-ID: 65870 Objekt-ID: 78739                         | bei Hainfelder Straße 76 Standort KG: Fahrafeld  | Die Filialkirche in Fahrafeld wurde 1688 in barockem Stil neu errichtet, nachdem der Vorgängerbau im Zuge der Türkenkriege zerstört worden war. Sie verfügt über ein rechteckiges Langhaus und einen eingezogenen Chor mit anschließender Sakristei. | BDA-Hist.: Q1412798 Status: § 2a Stand der BDA-Liste: 2025-06-30 Name: Kath. Filialkirche hl. Katharina GstNr.: 298 Filialkirche Fahrafeld                                                          |
| ja   | Datei hochladen | Visintini-Brücke, Triestingbrücke von der B 18 zum Auweg HERIS-ID: 56867 Objekt-ID: 66472 | Standort KG: Pottenstein                         | Bei der Konstruktion der Brücke kam das System Visintini zur Anwendung. | BDA-Hist.: Q55414263 Status: Bescheid Stand der BDA-Liste: 2025-06-30 Name: Visintini-Brücke, Triestingbrücke von der B 18 zum Auweg GstNr.: 729/7, 908, 720/6, 749/3 Visintini bridge, Pottenstein |
| ja   | Datei hochladen | Gasthaus Zum goldenen Hirschen HERIS-ID: 34801 Objekt-ID: 33198                           | Hauptplatz 6 Standort KG: Pottenstein            | Zweigeschoßiger Gebäudekomplex aus zwei unterschiedlichen Hauptbestandteilen. Eckhaus im Kern mittelalterlich, Fassade aus dem Übergang von der Gotik zur Renaissance. Anschließendes langgestrecktes Wohngebäude, im Kern vermutlich ebenfalls mittelalterlich, Mitte des 19. Jahrhunderts stark verändert und reich mit Terrakotten dekoriert. | BDA-Hist.: Q37960267 Status: Bescheid Stand der BDA-Liste: 2025-06-30 Name: Gasthaus Zum goldenen Hirschen GstNr.: 625                                                                              |
| ja   | Datei hochladen | Wohnhaus Weberhaus HERIS-ID: 50407 Objekt-ID: 55343                                       | Hauptplatz 11 Standort KG: Pottenstein           | Zweigeschoßiges Bürgerhaus, im Kern mittelalterlich, um 1850 umgebaut und neu fassadiert. | BDA-Hist.: Q38040004 Status: § 2a Stand der BDA-Liste: 2025-06-30 Name: Wohnhaus Weberhaus GstNr.: 599                                                                                              |
| ja   | Datei hochladen | Rathaus HERIS-ID: 65857 Objekt-ID: 78726                                                  | Hauptplatz 13 Standort KG: Pottenstein           | Zweigeschoßiger Bau, im Kern mittelalterlich, späthistoristisch umgebaut. Neobarocke Fassade, über der seitlichen Durchfahrt Turm vom Ende des 19. Jahrhunderts. | BDA-Hist.: Q38111843 Status: § 2a Stand der BDA-Liste: 2025-06-30 Name: Rathaus GstNr.: 599 |
| ja   | Datei hochladen | Bauernhof (Anlage) ehem. Rinderstall für die Ökonomie HERIS-ID: 87958 Objekt-ID: 102455   | Kremesberg 13 Standort KG: Pottenstein           | Das Wirtschaftsgebäude am Kremesberg wurde 1908 für 252 Stück Vieh errichtet. | BDA-Hist.: Q37723158 Status: § 2a Stand der BDA-Liste: 2025-06-30 Name: Bauernhof (Anlage) ehem. Rinderstall für die Ökonomie GstNr.: 187/1 Lehr- und Forschungsgut Kremesberg                      |
| ja   | Datei hochladen | Wasserturm der ehem. Zimmermann-Fleischwerke HERIS-ID: 62717 Objekt-ID: 75293             | Vierhausstraße 21, bei Standort KG: Pottenstein  | Der Wasserturm an der Gemeindegrenze zu Berndorf wurde 1919 nach Plänen des Architekten Ludwig Baumann erbaut. | BDA-Hist.: Q64485844 Status: Bescheid Stand der BDA-Liste: 2025-06-30 Name: Wasserturm der ehem. Zimmermann-Fleischwerke GstNr.: 715/2 Water tower Zimmermann, Berndorf                             |